# 岸根公園
岸根公園（きしねこうえん）は、神奈川県横浜市港北区岸根町、篠原町に所在する都市公園。

## 概要
第二次世界大戦後、現在の公園の敷地は米軍岸根部隊が駐留する「岸根キャンプ」（岸根基地）であった。当時の施設として、病院、教会等があり、ベトナム戦争時（特に1968年頃）には、ヘリコプターが毎日飛来し、戦争の激しさを示していた。また、園内にある篠原池は、米軍施設からの排水により、汚染された歴史がある。なお、現在の篠原池は公園整備の過程で、武道館建設等により規模が縮小され以前の面影は少ない。1972年にキャンプの撤収に伴い横浜市に土地が返還され、公園として整備されることとなった。園内には、野球場などがあり、周辺住民の憩いの場となっている。

## 主な施設
- 神奈川県立武道館
- 篠原池
- 野球場
- 少年野球場
- 展望広場

- 忍者とりで
- せせらぎ広場
- 中央広場
- ひょうたん原っぱ
- ゆうゆう広場

## アクセス
- 鉄道
  - 横浜市営地下鉄ブルーライン 岸根公園駅より徒歩1分
  - 東急東横線 白楽駅より徒歩16分
- バス
  - 横浜市営バス38系統（横浜駅西口～鶴見駅西口）「六角橋北町」下車
  - 横浜市営バス39系統（横浜駅西口～中山駅前）「篠原池」下車
  - 横浜市営バス291系統（横浜駅西口（第2乗場）～大口駅前）「岸根公園前」下車
- 自家用車（駐車場）
  - 収容台数 157台
  - 営業時間 5:00-22:00

## その他
拉致被害者・曽我ひとみの夫・チャールズ・ジェンキンスは、ここから朝鮮半島に出兵した。

## ギャラリー

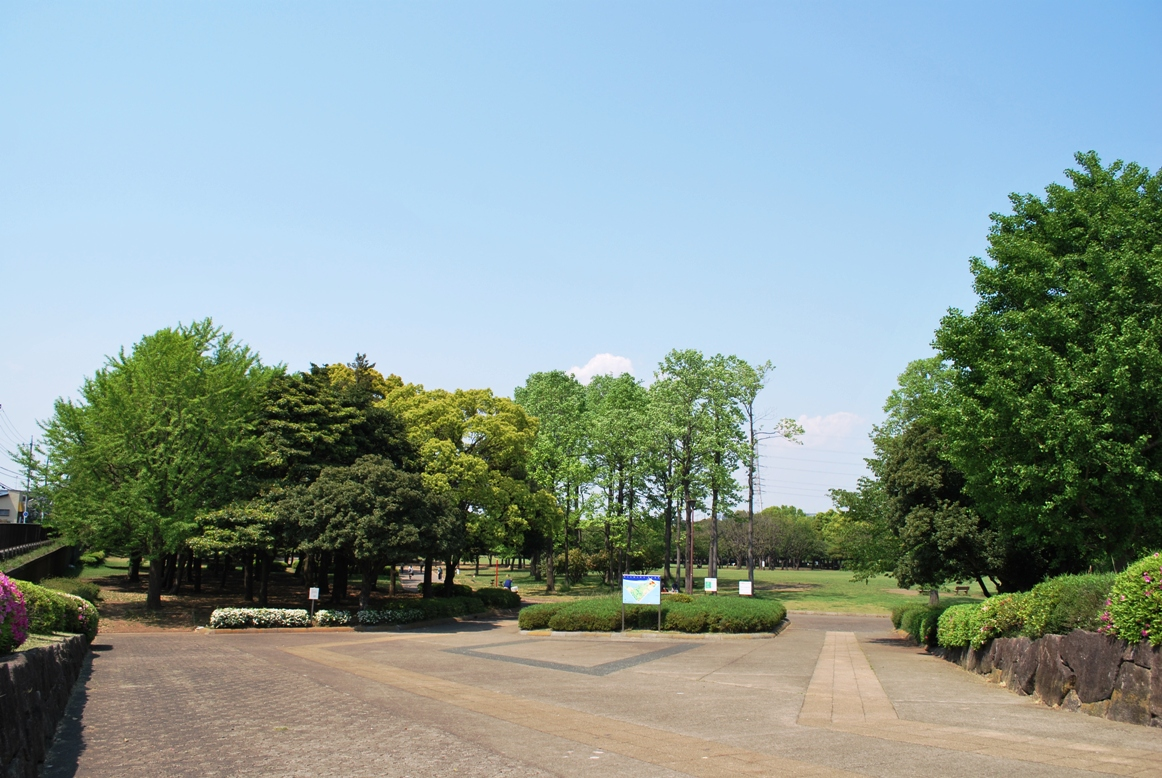
六角橋中入口
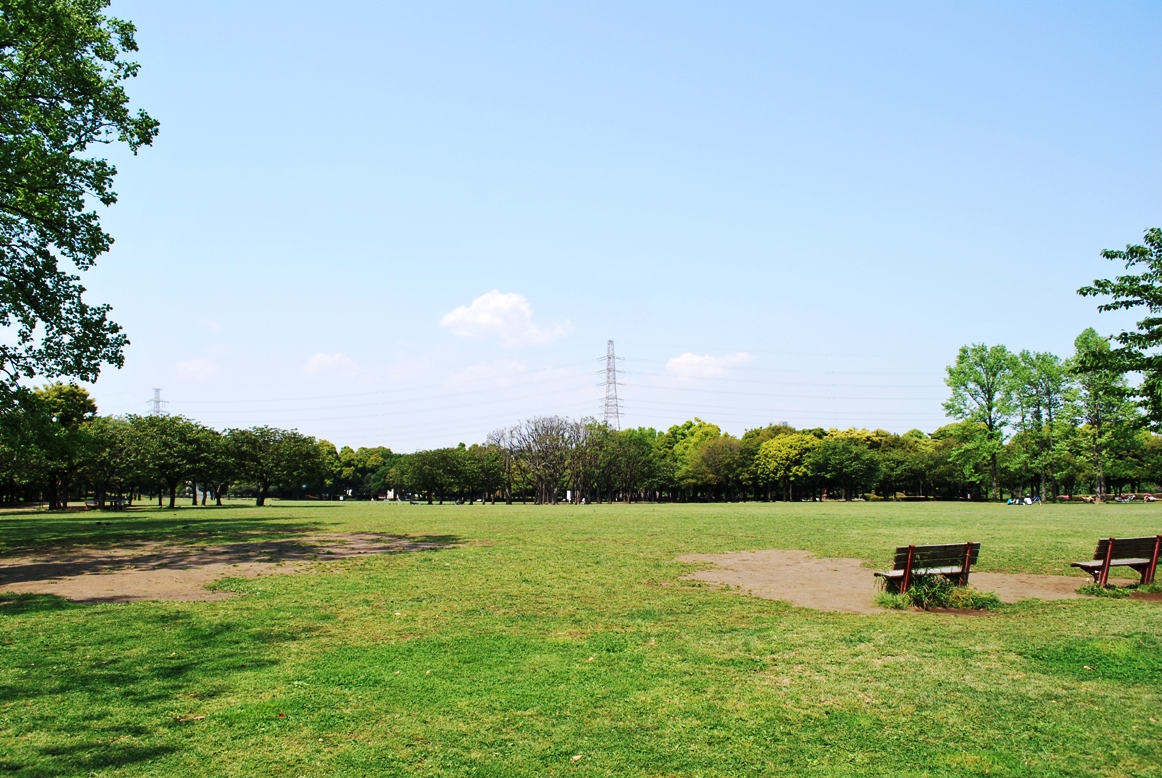
ひょうたん原っぱ
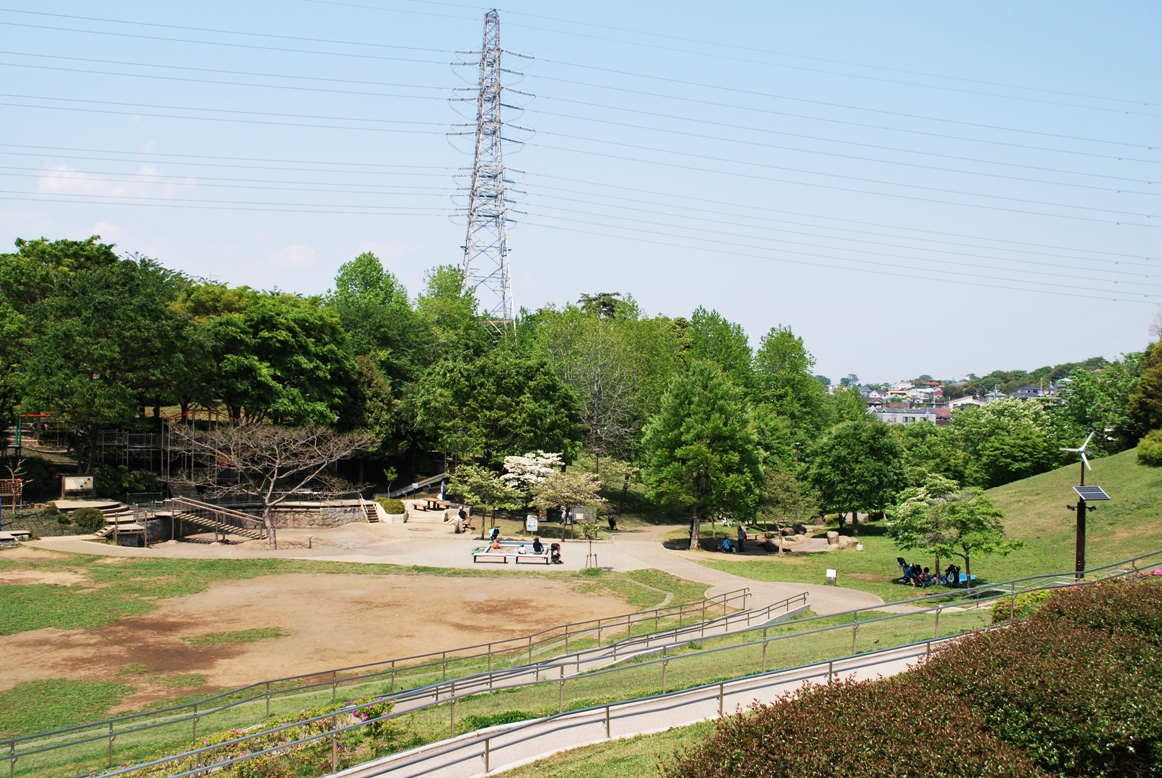
よちよちコーナー
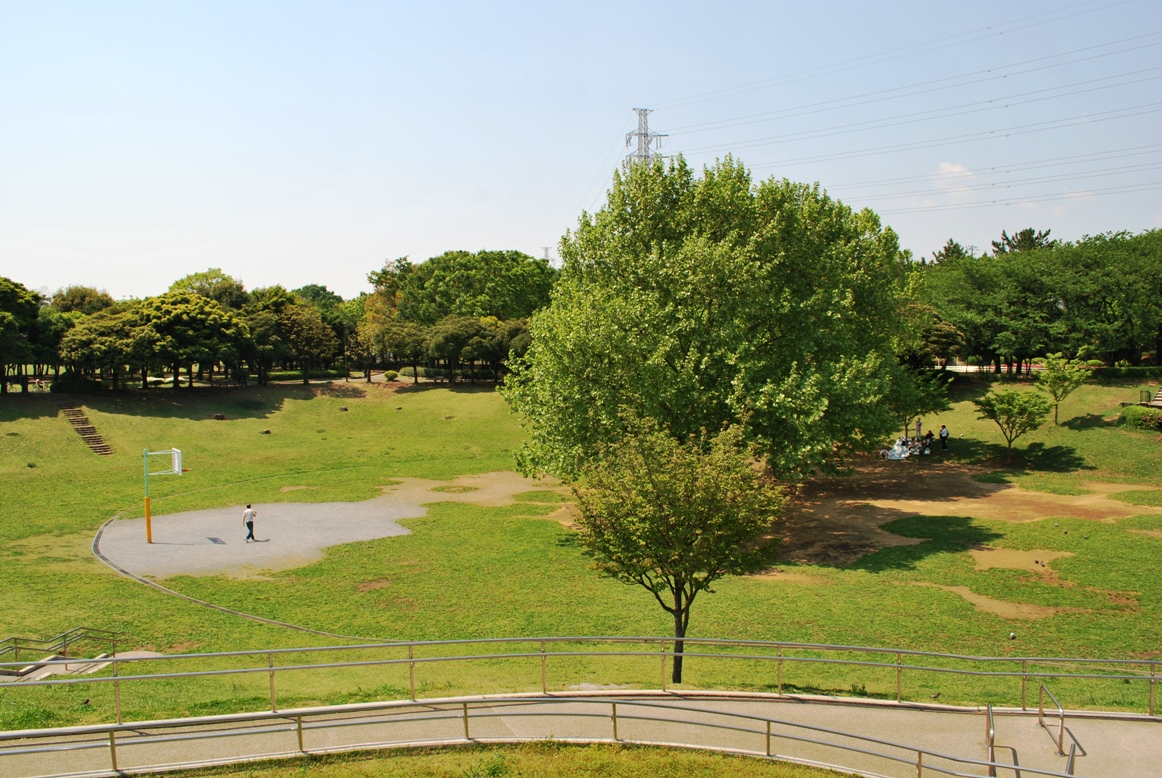
せせらぎ広場
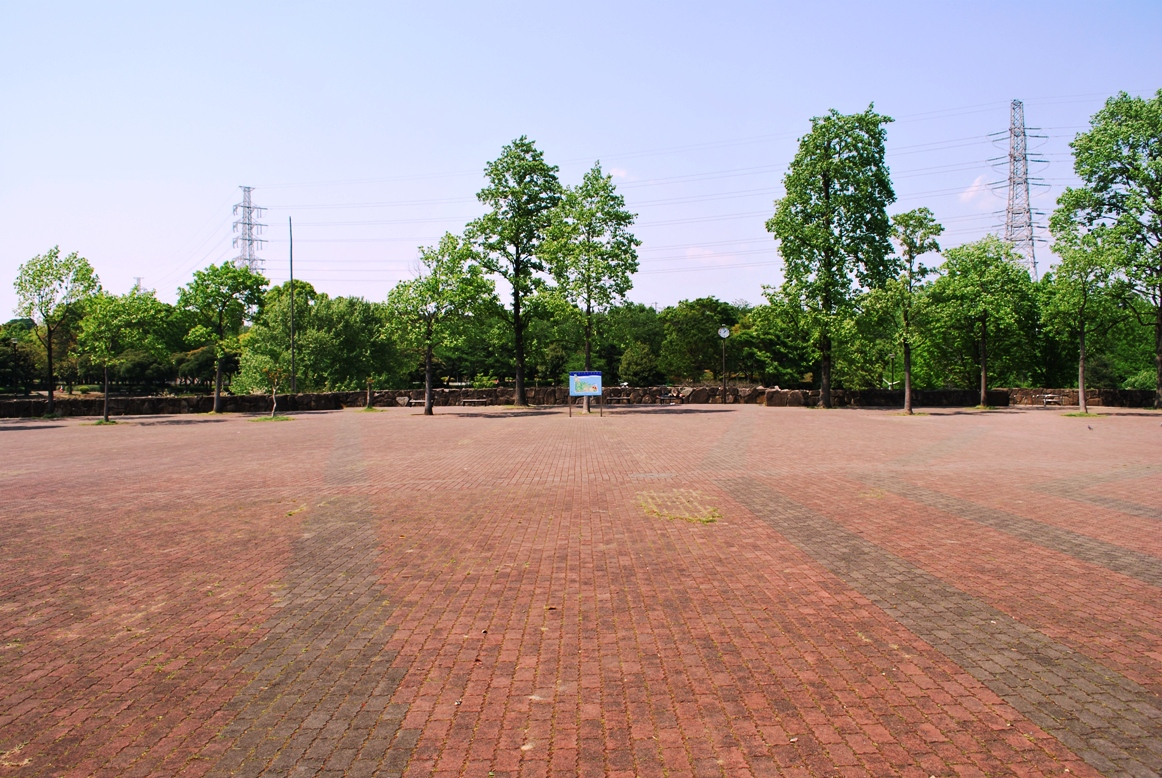
中央広場
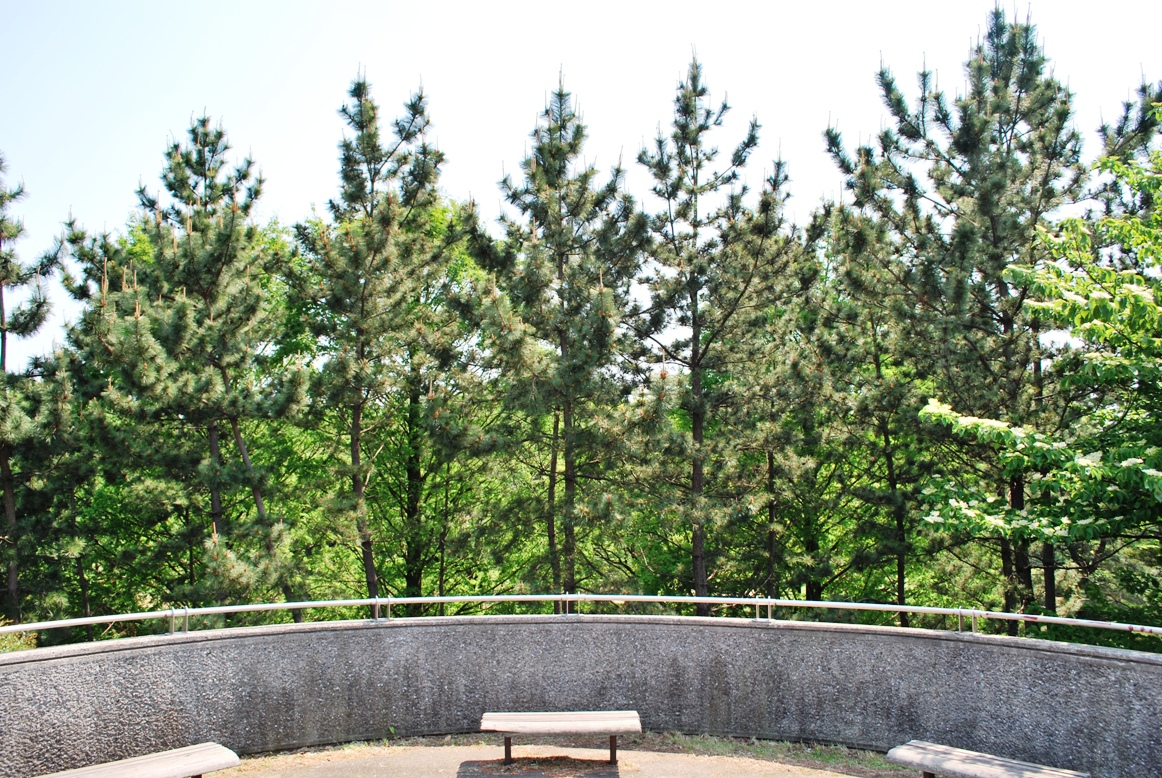
見晴らし台
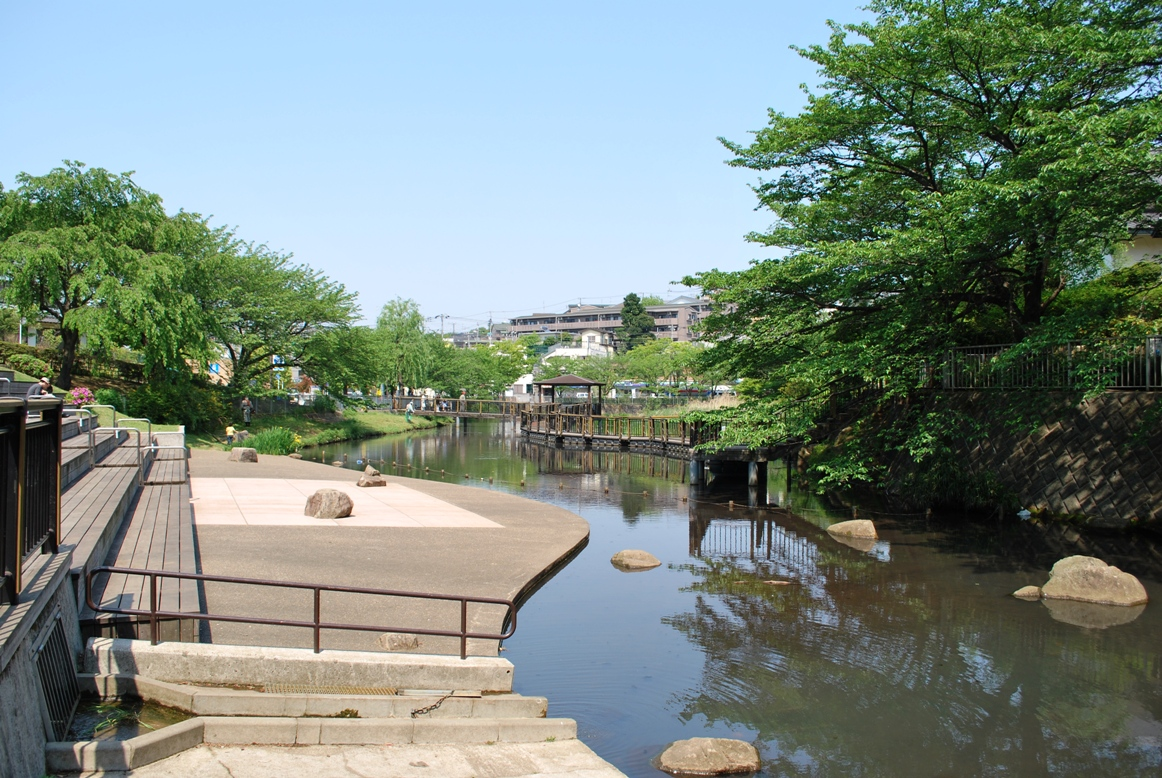
篠原池
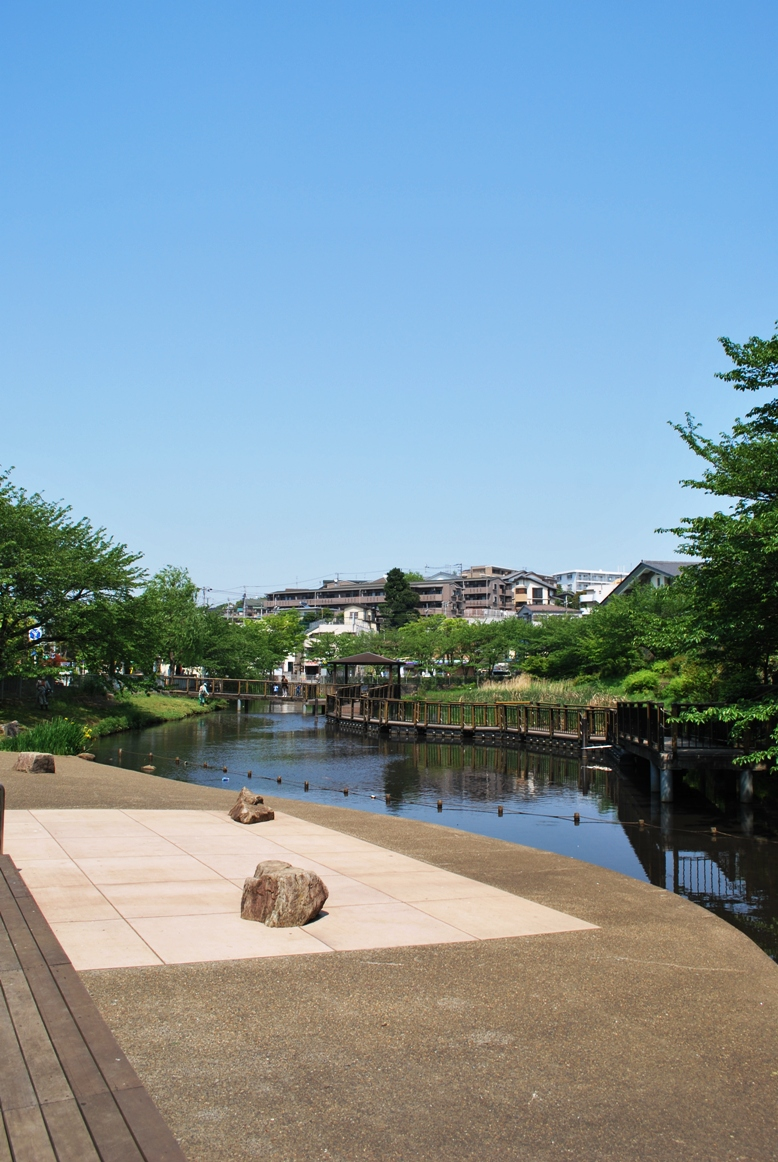
篠原池
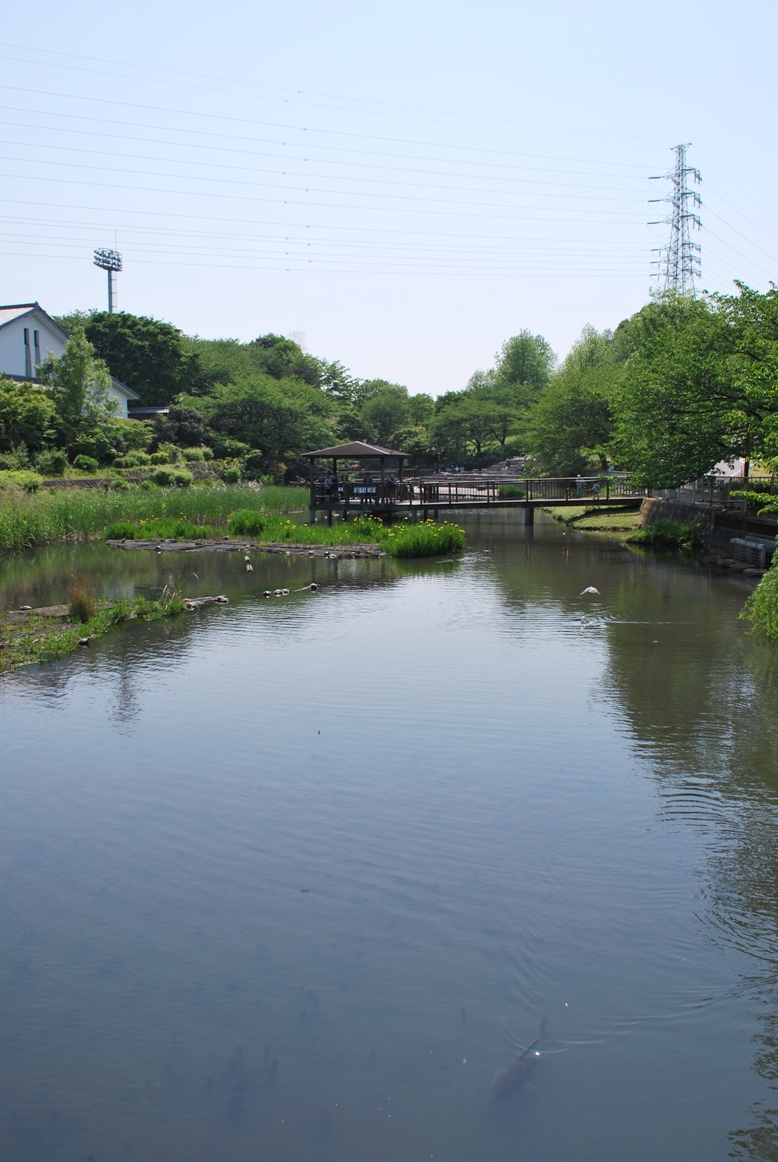
篠原池
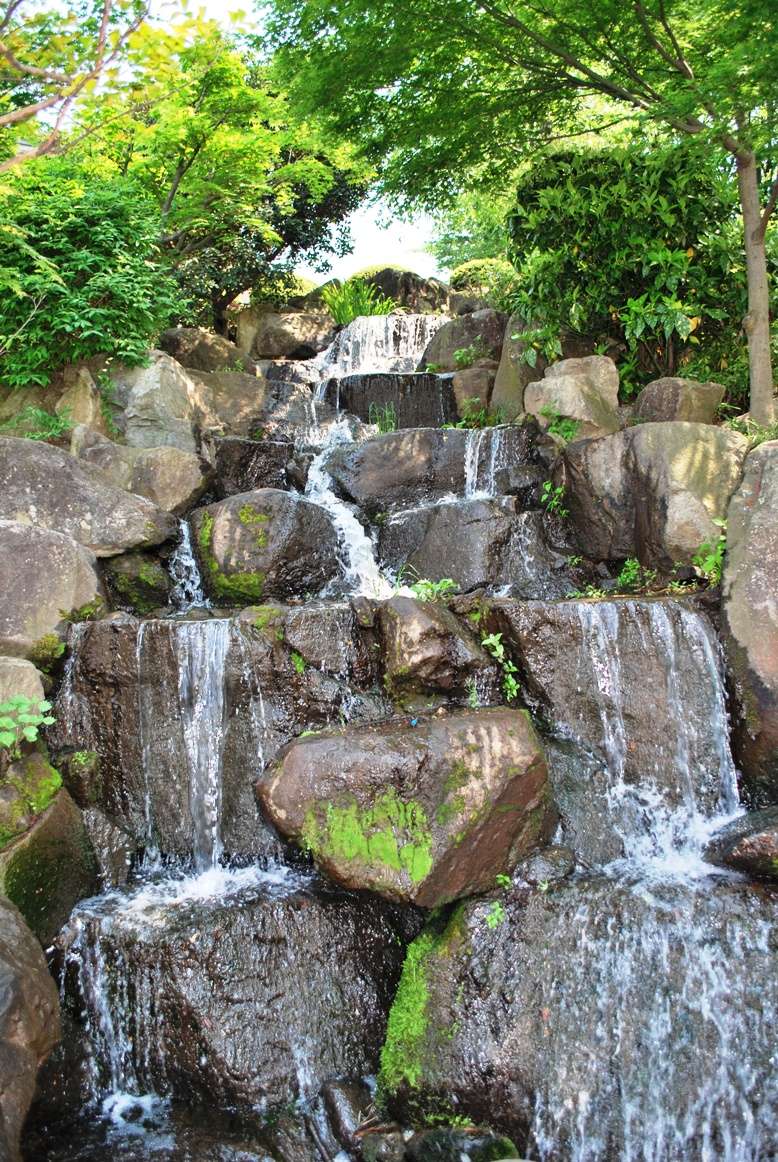
篠原池人工滝
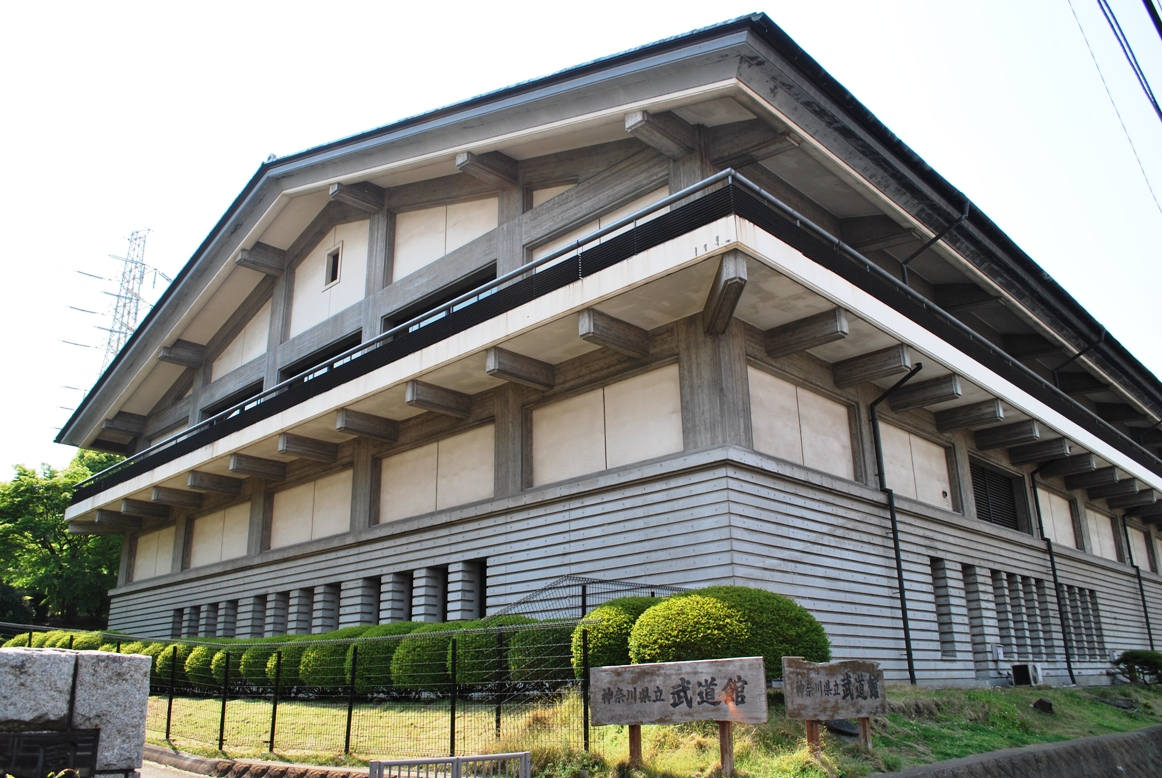
神奈川県立武道館
篠原池をモチーフとしたレリーフ（岸根公園駅構内）